# 護法祭
護法祭（ごほうさい。地元では護法実とともに、祭り自体もゴーサマと呼ばれる）とは岡山県久米郡などで行われる祭り。国の選択無形民俗文化財。
真言密教と修験道が融合した全国でも珍しい奇祭で、村人から選ばれたひとりの者が一週間寺で精進潔斎に務める。これを護法実（ゴーサマ）と言い、行を終えて身を清めたその者に修験者らの祈り憑けによって護法善神が憑依して、深夜の山岳寺院を疾駆跳躍する。これを「御法楽」「お遊び」と称する。
このお遊びの場に心身不浄の者が混じっていると護法実につかまり三年以内に死ぬと言われ、参加者にも穢れを避けることが求められる。参詣者はつかまらないように逃げ回ったり隠れたりしなければならない。
もっとも古い伝統を持つと見られるのが両山寺で、現在も両山寺を中心に執り行われているが、周辺の寺院・神社でも祭りは開催され、かつては泰山寺（岡山市北区建部地域）、本山寺（美咲町）など久米郡南部を中心に様々な場所で行われていた。

## 発祥
建地（建治）元年（1275年）七月十日、僧定乗、於鎮守廟言護法神託、寺僧書為軸、号護法託宣、率千数百字、皆不経之言也。（『作陽誌』久米郡北分寺院部）

## 場所と期日
- 両山寺（りょうざんじ） - 美咲町両山寺・・・八月十四日（元は旧暦七月十四日）
- 清水寺（せいすいじ） - 久米南町上籾・・・八月十五日（元は旧暦七月十六日、のち八月十六日）
- 両仙寺 - 久米南町北庄・・・八月十五日（元は旧暦七月十五日）

以下は、近代化後も行われていたが、現在では中止された場所。
- 一宮八幡神社・・・1991年（平成3年）を最後に中絶。八月十五日（元は旧暦七月十五日）
- 佛教寺（ぶっきょうじ） - 久米南町仏教寺・・・（隔年の旧暦七月十六日）
- 豊楽寺（ぶらくじ） - 岡山市北区建部町豊楽寺・・・[4]。昭和20年代後半（1950年 - 1954年）に廃絶。（隔年の旧七月十八日）
- 泰西寺（たいせいじ）久米南町下弓削・・・大正時代に廃絶か。祭日不詳（旧七月十八日か）[5]
- 恩性験寺（おんしょうけんじ） - 美咲町上口（うえくち）・・・毎年八月十五日[6][注釈 1]

以下は歴史上かつては護法祭が行われていた場所
- 本山寺（ほんざんじ） - 美咲町定宗・・・廃絶時期不詳。（旧暦七月七日）

## 護法実の資格
日頃まじめな暮らしをしている者でなければならない。
『二上山鎮守護法祭式行事記』

## 違い
鳥護法・・・両山寺のゴーサマは鳥護法であるから、高い所まで追いかけてくる。佛教寺もそうであったという。
犬護法・・・清水寺のゴーサマは犬護法であるから、堂の床下まで追ってくる。豊楽寺もそうであるという。
仏教寺および本山寺の護法祭は、祈り憑けの際に独特の唱え言をする、護法実が両腕を固定した特種な姿勢を取る、「鳥飛び」と称する様式化した足踏み法を行うなど、両山寺のそれとはやや異なる法楽があった。